# 高知龍馬マラソン

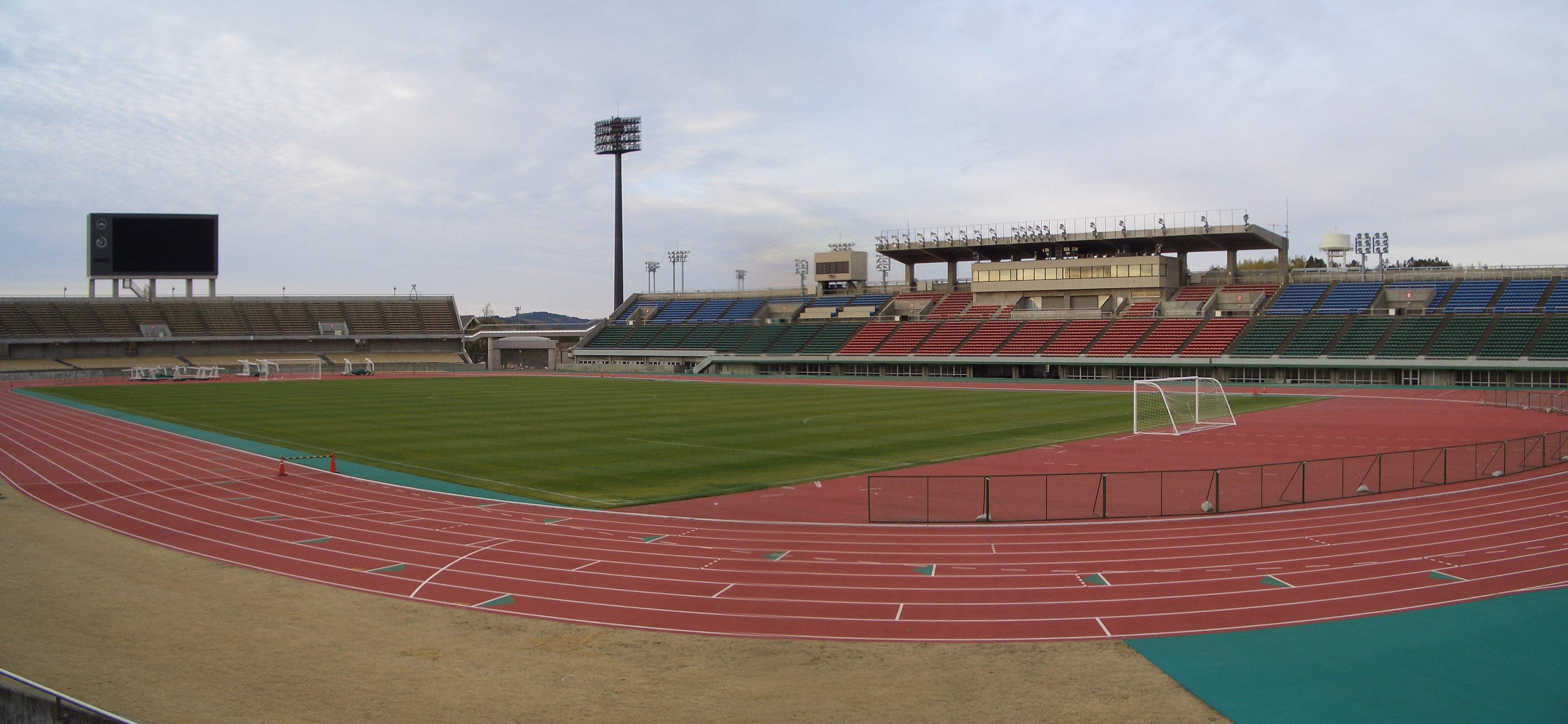
ゴール 高知県立春野総合運動公園陸上競技場

高知龍馬マラソン（こうちりょうまマラソン）は、通常年2月中旬または下旬の日曜日に高知県と高知市、南国市、土佐市が開催する、フルマラソンである。
第1回大会は、2013年（平成25年）2月24日に開催された。
2020年（令和2年）の第8回大会は2月16日に開催された（雨天決行、8:40ファンラン スタート、9:00フルマラソン スタート　16:00競技終了）。
キャッチコピーは、「わざわざ高知で走ろう」。
第8回大会名は、高知龍馬マラソン2020（こうちりょうまマラソンにいまるにいまる）。
2021年（令和3年）2月21日に開催を予定していた「高知龍馬マラソン2021」（「高知龍馬リレーマラソンwithよさこい　今こそRUNぜよ！」会場：高知県立春野総合運動公園陸上競技場、高知龍馬マラソン実行委員会会長：浜田省司高知県知事）は、新型コロナウイルス感染拡大のため中止となった。更に22年も中止

## 概要
NPO法人高知陸上競技協会、高知県、高知市、南国市、土佐市、高知市教育委員会、南国市教育委員会、土佐市教育委員会、高知新聞社、RKC高知放送、高知新聞企業が主催。
大会趣旨は、「高知県民のスポーツや健康への関心を高め、生涯スポーツのより一層の普及・振興及びスポーツツーリズムの推進に寄与する。」

## 大会スポンサー
主催：NPO法人高知陸上競技協会、高知県、高知市、南国市、土佐市、高知市教育委員会、南国市教育委員会、土佐市教育委員会、高知新聞社、RKC高知放送、高知新聞企業
主管：高知龍馬マラソン実行委員会
特別協力：陸上自衛隊第50普通科連隊、高知県警察、一般社団法人日本自動車販売協会連合会高知県支部

## 大会プログラム（第8回大会）
以下、2020年（令和2年）の第8回大会開催時の内容。
- 種目：マラソン（42.195㎞）
  - (1) 登録 (日本陸上競技連盟登録者)の部 男女、(2) 一般 (日本陸上競技連盟未登録者)の部 男女
- 集合場所：高知市升形商店街～城西公園
- コース：日本陸上競技連盟公認・IAAF (ワールドアスレティックス) / AIMS (国際マラソン・ロードレース協会) 公認・高知龍馬マラソンコース
  - 高知県庁前（スタート）→ はりまや橋 →（南国バイパス）→（県道春野赤岡線）→ 浦戸大橋 → 桂浜付近 →（県道春野赤岡線）→ 仁淀川河口大橋 → 土佐市新居甫渕折返し →（県道春野赤岡線）→ 春野陸上競技場（フィニッシュ）
- 制限時間：7時間
  - 制限時間は号砲を基準とする。円滑な一般交通と競技者の安全確保のため関門を設置する。関門閉鎖後到着した選手は、以降競技を続けることは不可。次関門の閉鎖時刻をオーバーすると思われる選手、関門以外でも著しく遅れた選手は途中でも係員が競技中止を命ずる場合あり。なお、中止を命ぜられた選手は、係員の指示に従い収容バスへの乗車必要。
- 参加定員：10,000人
- 収容関門：円滑な一般交通とランナーの安全確保のため、関門を11カ所設置。

| 関門     | 距離   | 場所                     | 閉鎖時刻 |
| -------- | ------ | ------------------------ | -------- |
| 第1関門  | 5.02km | はるやま                 | 10:00    |
| 第2関門  | 8.6km  | すたみな太郎             | 10:31    |
| 第3関門  | 13.2km | 土佐の百姓家交差点       | 11:11    |
| 第4関門  | 17.0km | 東部運送                 | 11:45    |
| 第5関門  | 18.9km | 日本サンゴセンター       | 12:04    |
| 第6関門  | 22.0km | 長浜花海道               | 12:38    |
| 第7関門  | 25.8km | 甲殿交差点 ※往路         | 13:17    |
| 第8関門  | 29.6km | 仁淀川河口大橋東詰 ※往路 | 13:56    |
| 第9関門  | 33.8km | 仁淀川河口大橋東詰 ※復路 | 14:40    |
| 第10関門 | 37.5km | 甲殿交差点 ※復路         | 15:19    |
| 第11関門 | 41.2km | 競技場南交差点           | 15:58    |

- ※関門地点、閉鎖時刻は変更になる場合あり。

## 大会データ

### 完走率
| 大会             | 完走者   | 出走者   | 完走率 |
| ---------------- | -------- | -------- | ------ |
| 2020（令和2年）  | 10,924人 | 11,816人 | 92.45% |
| 2019（平成31年） | 11,208人 | 11,956人 | 93.74% |
| 2018（平成30年） | 10,558人 | 11,194人 | 94.3%  |
| 2017（平成29年） | 09,589人 | 10,140人 | 94.6%  |
| 2016（平成28年） | 06,985人 | 08,176人 | 85.4%  |
| 2015（平成27年） | 05,952人 | 06,543人 | 91.0%  |
| 2014（平成26年） | 04,559人 | 04,853人 | 93.9%  |
| 2013（平成25年） | 03,292人 | 03,475人 | 94.7%  |